# Lilltjärnen (Östmarks socken, Värmland, 668119-132693)
Lilltjärnen är en sjö i Torsby kommun i Värmland och ingår i Göta älvs huvudavrinningsområde. Sjön är 5,8 meter djup, har en yta på 0,02 kvadratkilometer och befinner sig 337 meter över havet.